# Klub přátel muzea
Klub přátel muzea byla společenská organizace založená v České Lípě v roce 1967. Podporovala činnost zdejšího Vlastivědného muzea a galerie. V roce 1997 se klub spojil s podobným Vlastivědným spolkem Českolipska.

## Historie

### Předchozí spolky
Vznik a činnost muzeum v České Lípě podporovaly zdejší vlastivědné spolky Excursions Club (1878–1939)  a Český muzejní spolek (1928–1938), Muzejní spolek pro Kraj Českolipský (1945–1951).
Městské (německé) muzeum vzniklo v roce 1900 a české menšinové roku 1928. Po válce byly sbírky spojeny. Muzeum se stalo v roce 1952 Okresním vlastivědným muzeem, dnešní název je Vlastivědné muzeum a galerie v České Lípě.
Po roce 1953 muzeum podporovaly četné zájmové kroužky při nově vytvořeném Okresním domě osvěty, zejména později spojené muzejní a vlastivědný kroužek  Aktivisté v kroužku pořádali v rámci Socialistické akademie přednášky o historii, vlastivědné vycházky a v roce 1958 vydali kolektivní práci s názvem Z kroniky revolučního hnutí v České Lípě. Mladší generace se z této oblasti vytrácela, získána aktivem Státní ochrany přírody. Po roce 1963 nastalo v oblasti kulturně výchovné činnosti v okrese období útlumu.

### Vznik Klubu přátel muzea
V roce 1967 vydaly státní orgány doporučení k zakládání Klubů přátel muzea v ČSSR. V České Lípě se aktivizovalo několik desítek pracovníků muzea, archivu, učitelů a z iniciativy ředitele muzea Břetislava Vojtíška byla svolána ustavující schůze českolipského Klubu přátel muzea (KPM) v září 1967. Klub nebyl samostatnou právnickou osobou, byl napojen na muzeum. V té době již sídlilo v budově bývalého kláštera. Členský příspěvek byl deset korun ročně. V letech 1968 až 1970 byl počet členů sedmdesát až devadesát.
Klub organizoval přednášky, výlety, připravoval ediční činnost. 

### Útlum
V období tzv.normalizace došlo k řadě kádrových čistek, tlaku ONV a stranických orgánů i vůči muzeu a klubu. Klub přestal na 10 let aktivně pracovat, formálně však zrušen nebyl, zbývající členové platili příspěvky, pomáhali muzeu a spolupracovali i s archivem kvůli jím vydávanému sborníku Českolipsko literární. Předsedy spolku byli v sedmdesátých letech Miroslav Brunclík a pak primář nemocnice Karel Vlasák. V letech 1979–1986 na půdě Klubu vznikl a velmi úspěšně se rozvíjel Komorní pěvecký sbor pod sbormistrem Zadinou, který poté přešel pod Sdružený klub pracujících.

### Obnova aktivity
V roce 1986 vydalo Ministerstvo kultury ČSR metodický materiál Zásady zájmové činnosti v oblasti muzeí a galerií pod čj. 6654/86 – IV/3. Nedlouho poté se 28. listopadu 1986 sešla schůze, na níž přišli nejen členové klubu, ale i mnoho dalších zájemců z řad veřejnosti. Schůzi řídil tehdejší ředitel muzea Petr Svoboda a tajemník klubu Ladislav Smejkal. Postupně se vytvořil nový výbor, začaly veřejné přednášky, procházky městem s výkladem a od roku 1987 výlety po okolí i na kraj Německa. V roce 1988 začaly přípravy k obnovení vlastivědného sborníku Bezděz, první obnovené číslo se však podařilo vydat až roku 1990. 

### Vlastivědný spolek Českolipska
V roce 1991 vznikla další společenská organizace s širším záběrem, než mohl ze své podstaty poskytovat klub. Byl to Vlastivědný spolek Českolipska, jehož hlavní prioritou bylo obnovení sborníku Bezděz, který kvůli hlavně finančním problémům v letech 1991–1993 opět nevycházel. Ve spolku se zapojili titíž lidé, jako v Klubu přátel muzea.

### Spojení
Nehledě na problémy se sborníkem Bezděz Klub přátel muzea vyvíjel po roce 1990 velmi intenzivní veřejnou činnost. Výstavy, výlety, přednášky, počet akcí byl až třicet za rok.
Logickým vyústěním personálně propojených spolků vedlo k společné schůzi 20. ledna 1997, které se zúčastnili zástupci muzea, okresního archivu a kompletní výbor Vlastivědného spolku. Schůze rozhodla obě organizace spojit, nový název je Vlastivědný spolek Českolipska - Klub přátel muzea. Ten funguje stále a na oba původní spolky ve své činnosti navázal.